# Деллинджер, Дэвид
Дэвид Т. Деллинджер (англ. David T. Dellinger; 22 августа 1915, Уэйкфилд, Массачусетс, США — 25 мая 2004, Монтпилиер, Вермонт, США) — влиятельный американский радикальный пацифист и активист ненасильственных социальных перемен. Он достиг пика известности как один из «Чикагской Семёрки», которые были преданы суду в 1968 году.

## Ранние годы и обучение
Деллинджер родился в Уэйкфилде, штат Массачусетс, в богатой семье. Его отец, Реймонд Деллинджер, выпускник Йельского университета, был юристом и известным республиканцем и другом Калвина Кулиджа. Его бабушка по материнской линии, Элис Берд Фиске, была активисткой в женской общественной организации «Дочери американской революции».
Деллинджер учился в Йельском и Оксфордском университетах, а также изучал теологию в Нью-Йоркской объединённой теологической семинарии, намереваясь стать конгрегационалистским священником. Во время обучения в Йельском университете он был одноклассником и другом экономиста и политического теоретика Уолта Ростоу. Отказавшись от своего благоустроенного прошлого, однажды он ушел из Йельского университета, чтобы жить с хобо во время Великой депрессии. Во время учёбы в Оксфордском университете он посетил нацистскую Германию и водил машину скорой помощи во время гражданской войны в Испании. Деллинджер, выступавший против победившей правонационалистической фракции, возглавляемой Франсиско Франко, позднее вспоминал: «После Испании Вторая мировая война была простой. У меня даже не было соблазна подобрать оружие, чтобы сражаться за General Motors, US Steel или Chase Manhattan Bank, пусть даже Гитлер руководил другой стороной».

## Политическая карьера
Во время Второй мировой войны он был сознательным отказчиком и антивоенным агитатором, за что был заключен в тюрьму. В федеральной тюрьме он и его единомышленники (также сознательные отказчики), включая Ральфа ДиДжиа и Билла Сазерленда, протестовали против расовой сегрегации в столовых, которые в конечном итоге были объединены из-за протестов. В феврале 1946 года Деллинджер помог основать радикально-пацифистский Комитет ненасильственной революции. Он оставался в исполнительном комитете Социалистической партии Америки и Молодежной социалистической лиги, её молодёжной секции, пока он не ушел в 1943 году. Также он был давним членом Лиги противников войны.
В 1950-х и 1960-х годах Деллинджер присоединился к маршам свободы на юге и провел множество голодовок в тюрьме. В 1956 году он, Дороти Дэй и А. Й. Масти основали журнал «Освобождение» как форум для немарксистских левых, похожий на Диссидентство. У Деллинджера были контакты и дружеские отношения с различными людьми, некоторые из них: Элеонора Рузвельт, Хо Ши Мин, Мартин Лютер Кинг-младший, Эбби Хоффман, А. Й. Масти, Грег Калверт, Джеймс Бевел, Дэвид Макрейнольдс и множество людей из партии «Чёрные пантеры», такие как Фред Хэмптон, которым он очень восхищался. Будучи председателем Вьетнамского комитета парада мира на Пятой авеню, он работал со многими различными антивоенными организациями и помог Кингу и Бевелу достичь руководящих позиций в антивоенном движении 1960-х годов. В 1966 году Деллинджер отправился в Северный и Южный Вьетнам, чтобы узнать из первых уст о последствиях американских бомбардировок. Позже он вспоминал, что критики проигнорировали его поездку в Сайгон и сосредоточились исключительно на его визите в Ханой. В октябре 1967 года он попросил Джерри Рубина помочь в мобилизации и руководстве похода на Пентагон. В 1968 году он подписал «Военный налоговый протест писателей и редакторов», пообещав отказаться от налоговых платежей в знак протеста против войны во Вьетнаме, а затем стал спонсором проекта «Сопротивление налогу на войну», который практиковал и защищал налоговое сопротивление, что было формой протеста против войны.

### Судебный процесс над «Чикагской Семёркой»
С ростом вовлечения США в дела Вьетнама Деллинджер применял принципы ненасилия Махатмы Ганди в своей активистской деятельности в растущем антивоенном движении. Одним из ярких проявлений этого был судебный процесс над «Чикагской Семёркой» по обвинению в том, что Деллинджер и несколько других сговорились пересечь границу штата Иллинойс с целью организации бунта, что считалось преступлением федерального уровня. Суд состоялся после того, как антивоенные демонстранты прервали съезд Демократической партии США 1968-го года в Чикаго. Последующее судебное дело усилиями Деллинджера и других обвиняемых превратилось в общедоступную платформу для суда над войной во Вьетнаме. 18 февраля 1970 года они были оправданы по обвинению в заговоре, но пять обвиняемых, в том числе Деллинджер, были осуждены за пересечение границы штата с целью организации бунта.
Работа судьи Джулиуса Хофмана с судебным разбирательством, а также прослушивание ФБР адвокатов защиты привели к тому, что с помощью Центра конституционных прав приговоры были отменены Апелляционным судом седьмого округа США два года спустя, 21 ноября 1972 г.. Хотя упоминания о неуважении были подтверждены, суд апелляционной инстанции отказал в вынесении приговора кому-либо.

### Последующая деятельность
В декабре 1971 года Деллинджер появился на собрании музыкальных и политических взглядов в пользу заключенного в тюрьму на тот момент Джона Синклера.
В конце 1970-х годов Деллинджер два года преподавал в программе в колледже Годдарда и в колледже Вермонта. В 2001 году он был приглашен обратно, чтобы выступить с напутственным обращением перед выпускным классом программы бакалавриата им. Годдарда.
В 1986 году, когда его класс Йельского университета 1936-го года провел свое 50-е воссоединение, Деллинджер написал в книге воссоединения: «Чтобы мой образ жизни не казался пуританским или суровым, я всегда подчеркиваю, что в долгосрочной перспективе нельзя полноценно сказать „нет“ войне, насилию и несправедливости, если не говорить одновременно „да“ жизни, любви и смеху».
За пожизненную приверженность пацифистским ценностям и за выступление в качестве представителя движения за мир 26 сентября 1992 года Деллинджер был награждён «Смелостью совести» Фонда Аббатства Мира.
В 1996 году во время первого Демократического съезда, проходящего в Чикаго с 1968 года, Деллинджер и его внук были арестованы вместе с восемью другими, в том числе Брэдфордом Литтлом и сыном Эбби Хоффмана Эндрю, во время сидячей забастовки в Федеральном здании Чикаго.
В 2001 году он привел группу молодых активистов из Монтпилиера, штат Вермонт, в Квебек, чтобы протестовать против конференции, на которой планировалось создать зону свободной торговли.

## Смерть
Он умер в Монтпилиере, штат Вермонт, в 2004 году после длительного пребывания в доме престарелых Хитон Вудс.

## Избранные произведения
- Dellinger, David T., Revolutionary Nonviolence: Essays by Dave Dellinger, Indianapolis : Bobbs-Merrill, 1970
- Dellinger, David T., More Power Than We Know: The People’s Movement Toward Democracy, Garden City, N.Y. : Anchor Press, 1975. ISBN 0-385-00162-2
- Dellinger, David T., Vietnam Revisited: From Covert Action to Invasion to Reconstruction, Boston, MA : South End Press, 1986. ISBN 0-89608-320-9
- Dellinger, David T., From Yale to Jail: The Life Story of a Moral Dissenter, New York : Pantheon Books, 1993. ISBN 0-679-40591-7. (Dellinger’s autobiography)
- Dellinger, David. Why I Refused to Register in the October 1940 Draft and a Little of What It Led To // A Few Small Candles: War Resisters of World War II Tell Their Stories. — Kent State University Press, 1999. — P. 20–37. — ISBN 0-87338-621-3.